# Old Alresford House
Old Alresford House est une maison de campagne géorgienne du XVIIIe siècle située à Old Alresford, dans le Hampshire, en Angleterre. C'est un bâtiment classé Grade II*.
Elle est construite entre 1749 et 1751 pour l'amiral George Brydges Rodney sur un site en pente douce orienté vers le sud entre le cimetière du village et l'étang d'Alresford, payé par les richesses accumulées au cours d'une carrière navale en combattant les Français dans les Caraïbes.
La maison est construite en brique avec des encadrements en pierre de Bath et des toits en ardoise sur 3 étages et un sous-sol. Elle a une façade de 7 travées avec les 3 travées centrales légèrement en saillie. Il y a des ailes flanquant une travée à chaque extrémité avec des ailes de service à un étage des deux côtés à l'avant formant une cour.
Rodney achète Alresford Pond en 1755 avant de charger Richard Woods de créer le parc 16 ha (40 acres) en 1764, qui est lui-même maintenant classé Grade II.

## Histoire
Old Alresford (prononcé Allsford) appartient à l'évêque de Winchester depuis plus de mille ans. Au milieu du XIIe siècle, l'évêque Godfrey de Lucy fait construire le long Great Weir de 350 m pour créer un lac d'équilibrage, connu sous le nom d'Alresford Pond, pour la navigation. La maison de l'amiral Rodney est construite sur le site d'un ancien manoir appartenant à la famille Norton.
Malheureusement, Rodney connait des difficultés financières indépendantes et est contraint de déménager en France pour échapper à ses créanciers. Son fils George reprend le domaine, mais les dettes sont remboursées et l'amiral peut rentrer chez lui .
Old Alresford House est transmise à la famille Rodney pendant trois générations jusqu'à ce qu'elle soit vendue en 1870 à William Whitear Bulpitt, un banquier. Sa famille conserve la propriété jusqu'en 1926, date à laquelle elle est vendue à CFGR Schwerdt, un collectionneur d'art. Il meurt en 1931 et son mausolée se dresse dans le cimetière. La maison passe ensuite au commandant de l'escadre Gerald Maxwell (en). C'est un pilote de chasse hautement décoré de la Première Guerre mondiale qui est également enterré dans le cimetière voisin. Après sa mort en 1959, sa famille reste dans la maison .
En 1990, la propriété est acquise par Peter et Gayle MacDermott .